# Окада, Кодзи
Кодзи Окада (яп. 岡田耕始 Okada Kōji) — японский продюсер и режиссёр компьютерных игр. Начав свою карьеру в начале 1980-х годов с работы в Universal Technos и Tecmo, Окада стал одним из шести основателей Atlus в 1986 году, а также соавтором серии ролевых игр Megami Tensei и Persona. Покинув Atlus в 2003 году, Кодзи основал студию Gaia, которую он возглавлял до её закрытия в 2010 году.

## Проекты
- Labyrinth (1987) — Дизайнер
- Digital Devil Story: Megami Tensei (1987) — Режиссёр
- Digital Devil Story: Megami Tensei II (1990) — Режиссёр
- Quiz Marugoto The World (1991) — Поддержка создания викторины
- Shin Megami Tensei (1992) — Программист
- Shin Megami Tensei II (1994) — Режиссёр
- Shin Megami Tensei If... (1994) — Режиссёр
- Shin Megami Tensei: Devil Summoner (1995) — Режиссёр
- Revelations: Persona (1996) — Режиссёр
- Devil Summoner: Soul Hackers (1997) — Режиссёр
- Kartia: The Word of Fate (1998) — Продюсер
- Shin Megami Tensei: Persona 2 - Innocent Sin (1999) — Продюсер
- Persona 2: Eternal Punishment (2000) — Продюсер
- Maken X (1999) — Продюсер
- Wizardry: Tale of the Forsaken Land (2001) — Исполнительный продюсер
- Shin Megami Tensei: Devil Children – Light Version & Dark Version (2002) — Продюсер
- Shin Megami Tensei: Nine (2002) — Продюсер
- Shin Megami Tensei: Nocturne (2003) — Продюсер
- Shin Megami Tensei: Digital Devil Saga (2004) — Исполнительный продюсер
- Monster Kingdom: Jewel Summoner (2006) — Продюсер
- Folklore (2007) — Креативный продюсер
- Coded Soul: Uketsugareshi Idea (2008) — Продюсер